# Луций Цезулен
Лу́ций Цезуле́н (лат. Lucius Caesulenus; II—I века до н. э.) — римский оратор и судебный обвинитель.

## Биография
Луций Цезулен упоминается только в одном источнике — в трактате Марка Туллия Цицерона «Брут, или О знаменитых ораторах», написанном в 46 году до н. э. Цицерон пишет, что Цезулен был «обвинителем из плебеев» и, в частности, привлёк однажды к суду всадника Луция Сауфея (или Сабеллия), от которого добивался уплаты большой суммы денег на основании закона Аквиллия. Марк Туллий присутствовал на этом процессе, причём Луций, по его словам, был тогда стариком. Учитывая это, а также тот факт, что автор «Брута» относит Цезулена к младшим современникам Гая Семпрония Гракха, учёные датируют рождение Цезулена примерно 150—140 годами до н. э., а дело Луция Сауфея, соответственно, должно было слушаться в начале 80-х годов до н. э.
Цицерон называет Цезулена «ничтожным человеком» и «коварным клеветником».